# Conchogneta inundata
Conchogneta inundata är en kvalsterart som först beskrevs av Winkler 1957.  Conchogneta inundata ingår i släktet Conchogneta och familjen Autognetidae. Inga underarter finns listade i Catalogue of Life.